# Гръмотевична буря
Гръмотевичната буря е буря, която се характеризира с наличието на мълнии и придружаващите ги гръмотевици.
Гръмотевичните бури се образуват в купесто-дъждовни облаци. Те обикновено са придружавани от силни ветрове и обилен валеж (дъжд, понякога сняг, суграшица или градушка), макар да е възможно гръмотевичните бури да са напълно сухи. Гръмотевичните бури могат да се подредят в линия и да образуват цял дъждовен фронт. Силните гръмотевични бури могат да включват някои от най-опасните метеорологични явления, сред които едра градушка, ураганни ветрове и смерчове. Някои от най-устойчивите и силни гръмотевични бури образуват суперклетки, които се въртят подобно на циклон.
Гръмотевичните бури се пораждат от бързото движение нагоре на топъл влажен въздух. Докато той се издига, той се охлажда, кондензира и образува купесто-дъждовен облак, който може да достигне височина над 20 km. Докато издигащият се въздух достига своята точка на оросяване, водната пара кондензира на капки (или лед), намалявайки налягането в клетката на бурята. Докато капките падат през облаците към земята, те се сблъскват с други капки и стават все по-големи. Падащите капки повличат със себе си студент въздух към повърхността, при което понякога се образуват силни ветрове.
Гръмотевична буря може да се образува и развие на всяко място по света, но най-често това се случва при умерените географски ширини, където топъл влажен въздух от тропичните ширини се смесва със студен въздух от полярните ширини. Тези бури и феномените, които понякога ги съпътстват, представляват опасност. Повечето щети от тях се причиняват главно от бурни ветрове, големи късове градушка и внезапни наводнявания. По-силните гръмотевични бури са способни да създадат смерч или водна фуния.
Тези бури се изучават чрез метеорлогични радари, метеорологични станции и фотографиране. Освен на Земята, гръмотевични бури са наблюдавани и на планетите Юпитер, Сатурн, Нептун и вероятно Венера.
Разграничават се четири основни вида гръмотевични бури: една клетка, много клетки, много клетки в шквална линия и суперклетки. Образуването на кой да е вид зависи от нестабилността и относителните ветрови условия в различните слоеве на атмосферата.

## Жизнен цикъл
Топлият въздух има по-малка плътност от хладния въздух, така че топлият се издига нагоре, измествайки хладния надолу (същият ефект се наблюдава при балон с горещ въздух). Облаците се образуват, когато относително топъл и влажен въздух се издига сред хладен въздух. При охлаждането на топлия въздух водната пара кондензира. Когато влагата кондензира, тя освобождава енергия под формата на латентна топлина, която позволява издигащата се въздушна маса да се охлажда по-малко от околния въздух, продължавайки издигането на облака. Ако настъпи достатъчно нестабилност в атмосферата, процесът ще протече достатъчно дълго, за да се образуват купесто-дъждовни облаци и мълнии. По принцип гръмотевичните бури изискват три условия, за да се образуват:
1. Влага
2. Нестабилна въздушна маса
3. Повдигаща сила (топлина)

Всички гръмотевичини бури преминават през три етапа: етап на развиване, етап на зрялост и етап на разпад. Средностатистическата гръмотевична буря има диаметър от 24 km. В зависимост от условията в атмосферата, всеки от тези три етапа трае средно 30 минути.
В първата фаза се развива купесто-дъждовната облачност. Влажните въздушни маси се издигат в атмосферата. Пусковият механизъм за това издигане може да са слънчевите лъчи, при което нагряването на сушата създава термик, сблъскването на два вятърни фронта, при което се избутва въздух нагоре, или при преминаването на вятър върху терен с повишаваща се надморска височина. Носената нагоре влага се охлажда до капки вода, поради ниската температура на голяма височина, при което се образуват купести облаци. Когато водната пара кондензира в течност, латентната топлина се освобождава, като така въздухът се стопля и става по-малко плътен от околния сух въздух. Въздухът се стреми към издигане чрез конвекция. В хода на този процес се образува област с ниско налягане в и под оформящата се гръмотевична буря. В типичната гръмотевична буря, приблизително 500 милиона килограма водна пара се издигат в земната атмосфера.
В зрелия стадий на бурята, топлият въздух продължава да се издига, докато достигне район с по-топъл въздух и не може да се издига повече. Обикновено тази граница е тропопаузата. Там въздухът се разстила, придавайки на бурята характерната форма на наковалня. Този тип облак е известен като Кумулонимбус инкус. Водните капки се слепват в по-големи и тежки капки и замръзват, образувайки ледени частици. Падайки, те се разтапят в дъжд. Ако подемът е достатъчно силен, капките се поддържат във въздуха достатъчно дълго, че да станат толкова големи, за да не могат да се разтопят напълно и да паднат под формата на градушка. Докато все още има издигане на въздуха, падащият дъжд повлича околния въздух със себе си. Едновременното наличие на два противоположни въздушни потока обозначава зрелия етап на бурята. По време на този етап може да настъпи значителна вътрешна турбуленция, която се проявява под формата на силен вятър, мълнии и дори смерчове.
В етапа на разпад, гръмотевичната буря е доминирана от ветрове, духащи към повърхността. Ако атмосферните условия не предполагат образуването на суперклетка, този етап настъпва по-скоро бързо, приблизително 20 – 30 минути след образуването на бурята. Студеният въздух отгоре изтласква топлия въздух до земята, при което потокът от издигащ се топъл въздух се прекъсва и гръмотевичната буря се разсейва. Студеният въздух, удрящ земята и разпръскващ се от нея, създава опасни условия за преминаващи през него самолети, тъй като рязката промяна в скоростта и посоката на вятъра може да доведе до загуба на скорост.

## Движение
Двата основни начина, по които гръмотевичните бури се движат, са: чрез адвекция на вятъра и чрез разсейване по границите към източници на по-голяма топлина и влага. Много гръмотевични бури се движат със средната скорост на вятъра през земната тропосфера, най-ниските 8 km от земната атмосфера. По-слабите гръмотевични бури се управляват от ветровете по-близо до земната повърхност, тъй като те не са толкова високи като мощните бури. Когато гръмотевични бури се сливат, например когато много бури са назрели в близост една до друга, движението на по-мощната буря обикновено диктува бъдещото движение на слятата с нея клетка. Колкото по-висока е скоростта на вятъра, толкова по-малак е възможността други процеси да се намесят в движението на бурята.

## Честота
Гръмотевични бури възникват навсякъде по света, дори и в полярните региони, но най-често се образуват в областите на тропическите дъждовни гори, където възникват почти ежедневно. По всяко време на Земята има приблизително 2000 гръмотевични бури. Кампала и Тороро в Уганда са споменавани като местата с най-чести гръмотевични бури на света, макар подобни твърдения да са отправяни и за Сингапур и Богор. Други градове с чести гръмотевични бури са Дарвин, Каракас, Манила и Мумбай. Гръмотевичните бури се свързват с различни мусонни сезони по света и те захранват тропическите циклони. В умерените пояси, те са най-чести през пролетта и лятото, макар да могат да се образуват пред студен фронт по всяко време от годината. В полярните региони са редки, поради ниските температури там.